# 田中玲
田中 玲（たなか れい）は、日本のファッションモデル。LIKELY MODEL MANAGEMENT所属。
東京都出身。身長168cm。B:82、W:60、H:85、S:24.5cm。
2014年1月、フロントからN・F・Bに移籍。
2023年、現事務所であるLIKELY MODEL MANAGEMENTに移籍。

## 出演

### CM
- Mars Japan「sheba」
- 三星食品「ティカロキシリクリスタルミントのど飴」（2004年）
- ハウステンボス
- 小田急電鉄
- キリンビール「企業広告」
- 三菱自動車「COLT PLUS」（2005年）
- チューリッヒ生命「ドヤ顔」篇
- S＆B食品「全粒粉カレー」
- 第一三共ヘルスケア株式会社「ロキソニンSプレミアム」
- マースジャパンシーバ「はじめて手から」編
- 日産セレナw-POWER
- ロート製薬 NEXTA

### スチール
- ボーダフォン（現ソフトバンクモバイル）「ハッピーボーナス」
- ソニーCPラボラトリーズ
- POLA化粧品（2004年）
- アユーラ
- SK-II
- エイボン化粧品（2005年）
- オンワード「エクレールデフィー」
- ピアス化粧品「オペラ」
- チバビジョン
- 日産セレナ「e-POWER」、「JUKE」
- Peugeot LIONS OF OUR TIME

### 雑誌
- MAQUIA（集英社）
- ヴァンテーヌ（ハースト婦人画報社）
- bea's up（スタンダードマガジン）
- ar（主婦と生活社）
- Domani（小学館）
- 美的（小学館）
- Oggi（小学館）
- LUCi（扶桑社）
- e'f（主婦の友社）
- CREA（文藝春秋）
- anan（マガジンハウス）
- BOAO（マガジンハウス）
- VoCE（講談社）
- FRaU（講談社）
- Grazia（講談社）
- STYLE（講談社）
- MISS（世界文化社）
- GLOW（宝島社）
- Vingtaine（ハースト婦人画報社）
- 25ans（ハースト婦人画報社）
- Precious（小学館）
- ミセス（文化出版局）
- Marisol（集英社）
- BAILA（集英社）
- LUIRE（リットーミュージック）
- DRESS（幻冬舎）
- 家庭画報（世界文化社）
- ＆ROSY（宝島社）
- クロワッサン（マガジンハウス）
- éclat(集英社)
- DHCオリーブ俱楽部
- 大人のおしゃれ手帖（宝島社）
- FMGMISSION

### STAGE
- COMME des GARCONS

### MOVIE
- 短編映画『Mind The Gap』(手塚眞監督)
- 短編映画『痣』(井上博貴監督)
- ショートフィルム”life works" vol.6『笑顔』（利重剛監督)

### TV
- プレミアムドラマ『カンパニー』（2021年1月10日-、NHK）
- 「世界はほしいモノにあふれてる」～アメリカ西海岸おとなかわいいスニーカーを探す旅～（NHK）
- 「世界はほしいモノにあふれてる」～韓国ファッション篇～（NHK）